# Коакції
Коакції (від лат. со — з, разом та actio — діяльність, активність) — сукупність взаємовідносин, взаємовпливів біотичного або абіотичного характеру в екосистемі; взаємний вплив популяцій даного біоценозу.
Коакції розділили на два типи:
1. Гомотипічні реакції, або взаємодії між особинами одного і того ж виду. Реакції цього типу досить різноманітні. Основні з них — груповий та масовий ефекти, внутрішньовидова конкуренція.
2. Гетеротипічні реакції, тобто взаємовідносини між особинами різних видів. Вплив, який надають один на одного два види, що живуть разом, може бути нульовим, сприятливим чи несприятливим.

Звідси типи комбінацій можуть бути наступними:
- Нейтралізм — обидва види незалежні і не впливають один на одного.
- Конкуренція — кожен з видів робить на другий несприятливу дію. Види конкурують у пошуках їжі, укриттів, місць кладки яєць — і т. ін. Обидва види називають конкуруючими.
- Мутуалізм — симбіотичні взаємини, коли обидва живуть у цивільному шлюбі, мають взаємну користь.
- Співробітництво — обидва види утворюють спільноту. Воно не є обов'язковим, адже кожен вид може існувати окремо, ізольовано, але життя в співтоваристві їм обом приносить користь.
- Коменсалізм — взаємовідносини видів, при яких один з партнерів отримує користь, не завдаючи шкоди іншому.
- Аменсалізм — тип міжвидових взаємовідносин, при якому у спільному середовищі один вид пригнічує існування іншого виду, не відчуваючи протидії.
- Паразитизм — це форма взаємовідносин між видами, при якій організми одного виду (паразита, споживача) живуть за рахунок поживних речовин або тканин організму іншого виду (хазяїна) протягом певного часу.
- Хижацтво — такий тип взаємин, при якому представники одного виду поїдають (знищують) представників іншого, тобто організми одного виду служать їжею для іншого.

| Екологія | Це незавершена стаття з екології. Ви можете допомогти проєкту, виправивши або дописавши її. |